# Peter Zupan (častnik)
Peter Zupan, slovenski častnik-brigadir SV, veteran vojne za Slovenijo, smučarski tekač in športni dealvec * 29. junij 1944, Radovljica.
Brigadir Zupan je nekdanji višji pripadnik Slovenske vojske. Leta 2015 je bil pravnomočno obsojen na dve leti in pol zapora v zadevi Patria II.

## Vojaška kariera
- povišan v brigadirja (19. junij 1993)
- poveljnik Gorenjske pokrajine TO (4. oktober 1990 - ?)

## Odlikovanja in priznanja
- zlata medalja Slovenske vojske (12. maj 1999)
- spominski znak Obranili domovino 1991 (28. junij 1999)
- spominski znak Poveljniki pokrajinskih štabov TO 1991 (23. junij 1998)
- spominski znak Pokljuka 1991 (17. julij 1999)